# Damir Šolman
Damir Šolman (cirílico sérvio:Дамир Шолман) (Zagreb, 7 de setembro de 1949 - 2 de maio de 2023) foi um ex-basquetebolista croata que integrou a seleção iugoslava que conquistou medalhas de prata disputadas no torneio de basquetebol nos XIX Jogos Olímpicos de Verão em 1968 na Cidade do México e nos XXI Jogos Olímpicos de Verão em 1976 em Montreal.
Participou da conquista do primeiro título mundial iugoslavo em 1970 na Iugoslávia.